# Постернак Степан Пилипович
Степа́н Пили́пович Постерна́к (* 27 квітня, за новим стилем 9 травня 1885, с. Степанівка Ніжинського повіту Чернігівської губернії, нині с. Рівчак-Степанівка Носівського р-ну Чернігівської обл. — † 19 січня 1938) — український бібліотекознавець, історик, організатор бібліотечної справи в Україні, педагог, філолог, перший офіційний директор Національної бібліотеки України імені В. І. Вернадського — у 1923—1929 роках.

## Життєпис
Народився в селі Степанівка Макіївської волості Ніжинського повіту, нині село Рівчак-Степанівка Носівського району в родині дяка. Навчався в Ніжинському історико-філологічному інституті князя Безбородька, по тому 1911 року закінчив історико-філологічний факультет Петербурзького університету.
З 1911 року працює викладачем історі — в Уманському комерційному училищі, потім — в Тихорецьку і Таганрозі — (з 1914 до 1917).
Груднем 1917 повертається до України, викладав в київській учительській семінарії, працює на курсах підготовки вчителів, згодом — головний консультант шкільного відділу Наркомосу та Київського губернського комісаріату народної освіти. 1918 року був викладачем вчительських курсів в Ніжині.
Працює у «Всевидаві» та «Книгоспілці», у Київському та Черкаському інститутах народної освіти.
Працював редактором у «Вукоопспілці» та Державному видавництві України. 1921 року перейшов на працю у ВУАН. Був вченим секретарем Комісії енциклопедичного словника, згодом — голова секції історії освіти в Україні комісії ВУАН, 1928 — в складі ради ВУАН. Також був членом Краєзнавчої комісії та заступником голови Бібліографічної комісії ВУАН.
1920 року вийшла друком його книга «Із історії освітнього руху в Україні за часи революції 1917—1919 р.р.р». З березня 1922 — у Всенародній бібліотеці України, з 26 березня 1923 — перший офіційний директор.
1926 року стає головою науково-дослідної комісії бібліотекознавства та бібліографії Всеукраїнської бібліотеки, 1927 — заступник голови бібліографічної комісії ВУАН, 1928 — член ради ВУАН. Був у складі Київської міської ради.
18 жовтня 1929 арештований як терорист — звинувачений у причетності до «Молодої Академії», «Спілки визволення України» та «Братства української державності», у травні 1930 відпущений. Після його арешту обов'язки директора бібліотеки виконував Віктор Федорович Іваницький. 1933 року Постернак «не пройшов» другої «чистки» і полишив ВУАН, переїхав до Харкова, працює у бібліотеці Наркомату важкої промисловості.
30 грудня 1937 арештований вдруге. У постанові про арешт писалося: «Постернак — колишній київський губернський комісар при Петлюрі. За завданням Коновальця проводив активну антирадянську діяльність, входив до антирадянських терористичних організацій „УВО“, „БУД“, „СВУ“ і був зв'язаний з існуючою в Києві німецькою націоналістичною організацією, агентом німецької розвідки Кристером». 31 грудня трійка НКВС УРСР винесла вирок — негайно розстріляти.
Розстріляний 19 січня 1938.
Посмертно реабілітований 1989 року.